# Johann Jacob Pfeiffius
Johann Jacob Pfeiffius, född 22 november 1613 i Alt-Stettin, död 27 mars 1676 i Reval, var en svensk präst.

## Biografi
Johann Jacob Pfeiffius föddes 1613 i Alt-Stettin. Han var son till advokaten Johannes Pfeiff i Pommerska hovrätten och Maria Faber. Pfeiffius blev 1634 student vid Rostocks universitet, 1635 vid Wittenbergs universitet, 1636 vid Leipzigs universitet och 1638 vid Königsbergs universitet. Han avlade 30 september 1638 magisterexamen vid Königsbergs unviersitet och blev 17 mars 1639 kaplan i Tyska S:ta Gertruds församling i Stockholm. Pfeiffius prästvigdes 17 maj 1639 i Uppsala domkyrka och blev 24 juli 1655 kyrkoherde i Tyska S:ta Gertruds församling. Han utnämndes 5 februari 1665 biskop i Revals stift och höll sin avskedspredikan i Tyska kyrkan, Stockholm 22 juni 1666. Pfeiffius tog avsked 1 augusti 1666 från Stockholms konsistorium och tillträdde samma år som biskop. Han avled 1676 i Reval och begravdes 13 februari 1677 i Revals domkyrka.

### Familj
Pfeiffius gifte sig 21 juni 1640 i Tyska församlingen med Anna Grundell (död 1704). Hon var dotter till borgmästaren Jacob Grundel den äldre och Elisabeth Depken i Stockholm. De fick tillsammans barnen Johan Jacob Pfeiff (född 1641), Elisabeth Pfeiff (1643–1729) som var gift med refenderarien Johan Eberhard Schantz och borgmästaren Anders Gerner, Anna Maria Pfeiff (1644–1705), Catharina Pfeiff (född 1647) som var gift med licentförvaltaren Joachim Müller, majoren Fredrik Pfeiff (1649–1711), assessorn Daniel Pfeiff (1653–1701) i Åbo hovrätt, Margareta Pfeiff (1656–1705) som var gift med lagmannen Anders Ehrenfelt och ett barn (1645–1648). Barnen adlades 19 november 1678 med namnet Pfeiff.